# Cleft Ledge
Die Cleft Ledge (englisch für Spaltensims) ist ein abgeflachter Bergrücken im ostantarktischen Viktorialand. Er ist 1,6 km lang, 500 m breit und bis zu 920 m hoch. Er ragt 0,5 km nordwestlich der Hoffman Ledge zwischen dem Shaw Trough und dem Healy Trough im Labyrinth des Wright Valley auf.
Das Advisory Committee on Antarctic Names benannte ihn 2004 deskriptiv. Namensgebend ist ein nordsüdlich ausgerichtetes Tal, das den Gebirgskamm in zwei Hälften aufspaltet.